# Tungsten (hudební skupina)
Tungsten je švédská powermetalová kapela, kterou založil bývalý bubeník kapely HammerFall Anders Johansson a jeho dva synové.

## Historie
Anders Johansson založil skupinu v roce 2016 společně se svými syny Nickem a Karlem. Nápad na společnou kapelu vznikl poté, co si Anders poslechl metalovou tvorbu svých synů, kterou si oblíbil. Ke skupině se později přidal švédský zpěvák Mike Andersson, který již dříve působil s Andersem v kapele Fullforce. Krátce nato pak začalo nahrávání prvního alba.
Jejich debutové album We Will Rise bylo vydáno 20. září 2019 a obsahuje prvky power a folk metalu. Časopis Rock Hard Germany napsal, že je „nositelem severského folk metalu a power metalu“ a že zvuk je „inspirován Rammsteiny či moderním metalem.“ Nahrávaní alba a následná produkce a mixing, za kterými stojí Nick Johansson, probíhaly v létě roku 2018. Na jaře roku 2019 podepsala kapela smlouvu se společností Arising Empire, které album později vydalo. Součástí alba jsou písně „We Will Rise“ a „The Fairies Dance“, které před jeho vydáním vyšly jako singly, a také skladba „Misled“, která vyšla ve stejný den jako album. Všechny tři singly vyšly s videoklipy.
V létě 2020 se kapela Tungsten měla objevit jako doprovod na metalovém festivalu Sabaton Open Air. Nicméně kvůli pandemii covidu-19 byl festival odložen na srpen 2021 a později až na srpen 2022.
V roce 2020 vydala kapela tři další singly, a to jmenovitě „King of Shadows“, „Life of the Ocean“ a „Tundra“, přičemž všechny tři skladby vyšly společně s videoklipy. Později téhož roku, 27. listopadu, bylo vydáno jejich druhé album nesoucí název Tundra. Jeho nahrávání začalo na konci roku 2019 a bylo dokončeno v lednu 2020, kdy byly nahrány poslední vokály. Texty písní tohoto alba vypráví příběh o Strážci času, Volframovi, a o jeho dobrodružství v ledové tundře. Postavu Volframa lze spatřit na obalu desky. Jako host se na desce objevil Andersův bratr, Jens Johansson, který proslul jako klávesista v kapelách Rainbow či Stratovarius. Pro nové album nahrál Jens vlastní klávesové sólo, které se vyskytuje ve skladbě „Here Comes the Fall“.
Dne 7. července 2021 bylo na oficiálním instagramovém účtu kapely oznámeno, že pracuje na třetím studiovém albu. V roce 2022 vydala kapela dva nové singly, „Come This Way“ 28. ledna a singl „March Along“ 3. března, se kterými upozornila na nové album Bliss, které následně vyšlo 17. června téhož roku.

## Členové
Současní členové
- Mike Andersson – zpěv
- Karl Johansson – basa, klávesy, screaming
- Nick Johansson – kytara
- Anders Johansson – bicí

Časová osa

## Diskografie

### Studiová alba
- We Will Rise (2019)
- Tundra (2020)
- Bliss (2022)

### Singly
- „We Will Rise“ (2019)
- „The Fairies Dance“ (2019)
- „Misled“ (2019)
- „King of Shadows“ (2020)
- „Life and the Ocean“ (2020)
- „Tundra“ (2020)
- „Come This Way“ (2022)
- „March Along“ (2022)
- „Bliss“ (2022)
- „On The Sea“ (2022)

### Videoklipy
- „We Will Rise“ (2019)[27]
- „The Fairies Dance“ (2019)[28]
- „Misled“ (2019)[29]
- „King of Shadows“ (2020)[30]
- „Life and the Ocean“ (2020)[31]
- „Tundra“ (2020)[32]
- „Come This Way“ (2022)[33]
- „March Along“ (2022)[34]
- „Bliss“ (2022)[35]
- „On The Sea“ (2022)[36]
- „Northern Lights“ (2022)[37]